# Saint-Étienne-de-Crossey
Saint-Étienne-de-Crossey ist eine französische Gemeinde mit 2.603 Einwohnern (Stand: 1. Januar 2022) im Département Isère in der Region Auvergne-Rhône-Alpes; sie gehört zum Arrondissement Grenoble und zum Kanton Voiron. Die Einwohner werden Stéphanois genannt.

## Geographie
Saint-Étienne-de-Crossey liegt etwa 20 Kilometer nordnordwestlich von Grenoble am Rande des Regionalen Naturparks Chartreuse.
Umgeben wird Saint-Étienne-de-Crossey von den Nachbargemeinden Saint-Nicolas-de-Macherin im Norden und Nordwesten, Saint-Aupre im Norden und Nordosten, Saint-Joseph-de-Rivière im Osten und Nordosten, La Sure-en-Chartreuse im Süden und Südosten, Coublevie im Süden und Südwesten sowie Voiron im Westen.

## Bevölkerungsentwicklung
| Jahr                       | 1962 | 1968 | 1975 | 1982 | 1990 | 1999 | 2006 | 2012 |
| Einwohner                  | 747  | 808  | 1054 | 1774 | 2081 | 2478 | 2522 | 2572 |
| Quellen: Cassini und INSEE |      |      |      |      |      |      |      |      |

## Sehenswürdigkeiten
- Ruinen des Schlosses vom Tonvol, alte Burg der Grafen von Savoyen
- Kirche Saint-Étienne
- Wehrhaus von Charconne

## Weblinks

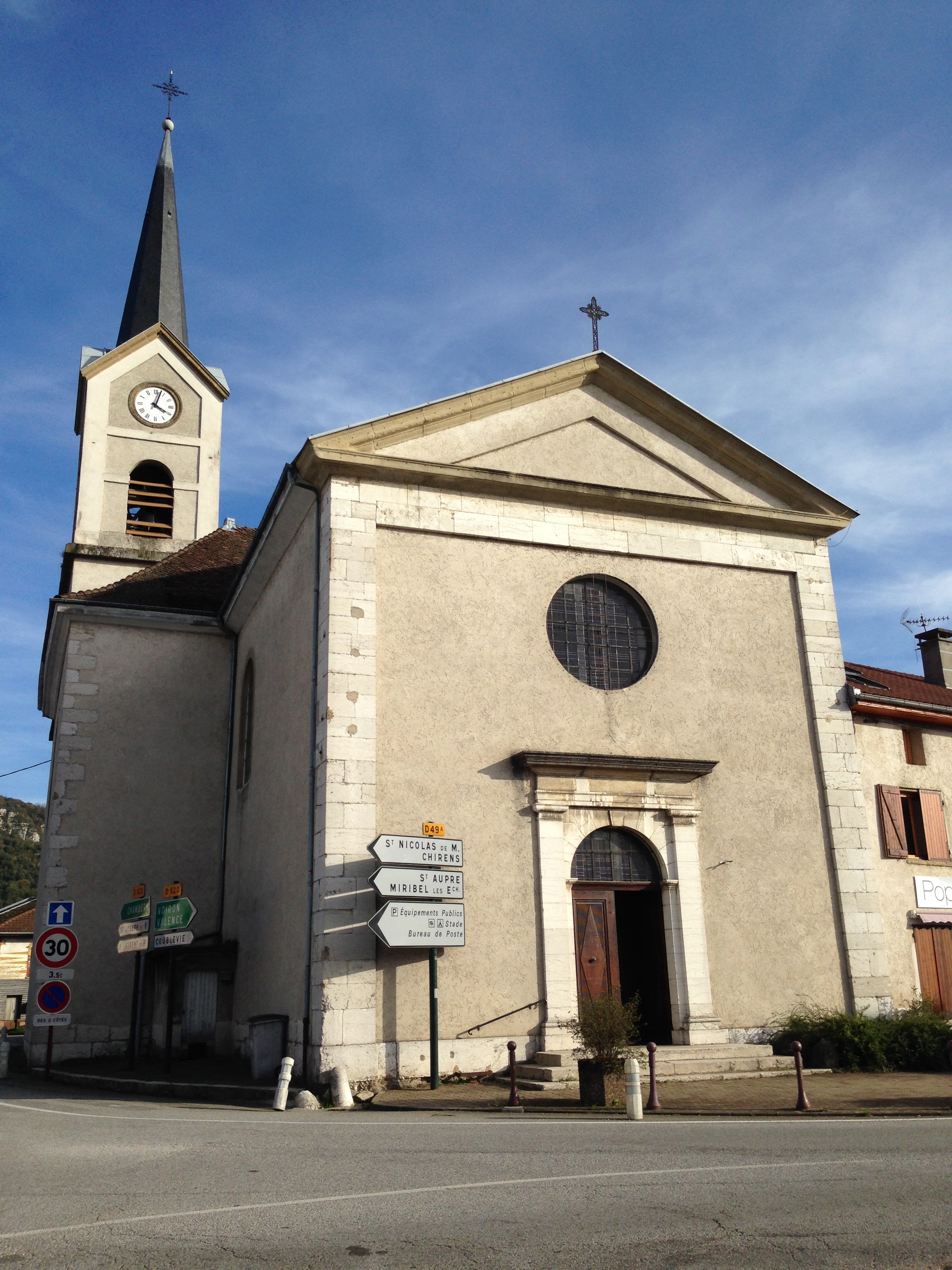
Kirche Saint-Étienne